# U 17 (U-Boot, 1912)
U 17 war ein U-Boot der deutschen Kaiserlichen Marine.

## Bau und Indienststellung
Das Boot war ein sogenanntes Zweihüllenboot, als Hochseeboot in einem Amtsentwurf konzipiert. Es wurde am 6. Mai 1910 bei der Kaiserlichen Werft Danzig in Auftrag gegeben. Es war geplant, das Boot mit Dieselmotoren auszurüsten, was allerdings an Lieferschwierigkeiten scheiterte. Der Stapellauf fand am 16. April 1912, die Indienststellung am 3. November 1912 unter Kapitänleutnant Johannes Feldkirchner statt.

## Technik
Das Boot war 62,35 m lang und 6 m breit und hatte einen Tiefgang von 3,4 m sowie eine Verdrängung von 564 Tonnen über und 691 Tonnen unter Wasser. Die Besatzung bestand aus 29 Mann, davon vier Offiziere. Die Maschinen für die Überwasserfahrt waren vier Achtzylinder-Zweitakt Petroleummotoren von Körting mit zusammen 1.030 kW (1400 PS). Zur Unterwasserfahrt kamen zwei AEG-Doppel-Modyn-Elektromotoren mit zusammen 824 kW (1.120 PS) zum Einsatz. Damit waren Geschwindigkeiten von 14,9 kn über Wasser bzw. 9,5 kn unter Wasser möglich. Der Aktionsradius des Boots betrug bis zu 6700 NM bei Überwasserfahrt. Bei getauchter Fahrt mit 5 kn Marschgeschwindigkeit wurden bis zu 75 NM erreicht. Die maximale Tauchtiefe betrug 50 Meter. Die Bewaffnung bestand aus sechs mitgeführten Torpedos, die über zwei Bug- und zwei Heckrohre verschossen werden konnten, sowie einer 3,7-cm-Revolverkanone bis Ende 1917, die ab 1915 durch ein zusätzliches 5-cm-Geschütz ergänzt wurde.

## Einsätze und Verbleib
U 17 gehörte bei Kriegsbeginn der I. U-Bootflottille in Kiel an. Vom 10. Januar 1916 bis Kriegsende wurde das Boot zu Ausbildungszwecken eingesetzt.
Das Boot unternahm insgesamt 16 Feindfahrten, bei denen zwölf Handelsschiffe mit einer Gesamttonnage von 16.635 BRT versenkt wurden.
Nach anderen Quellen waren es vier Feindfahrten mit elf versenkten Schiffen und zwei Schiffen, welche als Prise aufgebracht wurden und 4.956 BRT hatten.
Der erfolgreiche Angriff auf den englischen Dampfer Glitra mit 866 BRT am 20. Oktober 1914 durch U 17 war die erste Versenkung eines Handelsschiffs im Ersten Weltkrieg. Sechs Tage später, am 26. Oktober 1914 torpedierte das Boot nahe Cap Gris-Nez die französische Kanalfähre Amiral Ganteaume mit 4.590 BRT, wobei 40 Menschen ums Leben kamen. Es war der erste Angriff ohne Vorwarnung eines deutschen U-Boots auf ein Handelsschiff im Ersten Weltkrieg.
Ab dem 27. Januar 1919 wurde U 17 auf der Kaiserlichen Werft Kiel abgewrackt. Die gepresste Hülle wurde Anfang 1920 an die Stinnes AG verkauft.

### Versenkte Schiffe (Auswahl)
Die folgende Liste enthält alle verifizierten Schiffe, welche von U 17 versenkt wurden:
- Am 12. Juni 1915 der britische Tanker Desabla (6.047 BRT)[12]
- Am 8. August 1915 der schwedische Dampfer Malmland (3.676 BRT)[13]
- Am 10. August 1915 der britische Dampfer Utopia (155 BRT)[14]
- Am 14. August 1915 der britische Fischkutter Gloria (130 BRT)[15]
- Am 16. August 1915 der norwegische Dampfer Romulus (819 BRT)[16]
- Am 16. August 1915 der norwegische Dampfer Tello (1.218 BRT)[17]

## Kommandanten

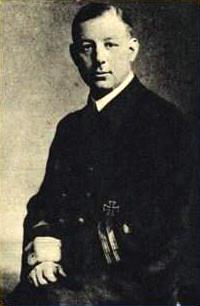
Kapitänleutnant Johannes Feldkirchner

| Dienstgrad       | Name                  | von               | bis               |
| ---------------- | --------------------- | ----------------- | ----------------- |
| Kapitänleutnant  | Johannes Feldkirchner | 3. November 1912  | 7. März 1915      |
| Kapitänleutnant  | Hans Walther          | 8. März 1915      | 26. Dezember 1915 |
| Kapitänleutnant  | Hermann von Fischel   | 27. Dezember 1915 | 28. März 1916     |
| Kapitänleutnant  | Johannes Feldkirchner | 29. März 1916     | 23. April 1916    |
| Kapitänleutnant  | Walter Remy           | 24. April 1916    | 3. Oktober 1916   |
| Kapitänleutnant  | Karl Koopmann         | 4. Oktober 1916   | 15. Januar 1917   |
| Kapitänleutnant  | Max Eltester          | 16. Januar 1917   | 12. März 1917     |
| Kapitänleutnant  | Kurt Heeseler         | 13. März 1917     | 5. Mai 1917       |
| Kapitänleutnant  | Walther Telge         | 6. Mai 1917       | 28. Juli 1917     |
| Kapitänleutnant  | Hans Beyersdorff      | 29. Juli 1917     | 14. Dezember 1917 |
| Korvettenkapitän | Paul Pastuszyk        | 15. Dezember 1917 | 20. Juli 1918     |